# Monuments nationaux de Fojnica
Cet article recense les monuments nationaux situés sur le territoire de la municipalité de Fojnica en Bosnie-Herzégovine et dans la fédération de Bosnie-et-Herzégovine. La liste établie par la Commission pour la protection des monuments nationaux compte 4 monuments nationaux inscrits sur la liste principale et 3 monuments inscrits sur une liste provisoire.

## Monuments nationaux
| Monument                                                      | Localité | Géolocalisation | Datation                       | Commentaire éventuel                                   | Photo |
| ------------------------------------------------------------- | -------- | --------------- | ------------------------------ | ------------------------------------------------------ | ----- |
| Église du Saint-Esprit dans le couvent franciscain de Fojnica | Fojnica  |                 | À partir de 1864               | Église catholique ; ensemble culturel et architectural |       |
| Musafirhana (Salihagića kuća)                                 | Fojnica  |                 | Première moitié du XIXe siècle |                                                        |       |
| Musée et bibliothèque du couvent franciscain de Fojnica       | Fojnica  |                 |                                | Collections                                            |       |
| Tekke Naqshbandiyyah                                          | Živčići  |                 | 1780                           | Tekke                                                  |       |